# Xylopia pygmaea
Xylopia pygmaea är en kirimojaväxtart som beskrevs av Johannes Eugen ius Bülow Warming. Xylopia pygmaea ingår i släktet Xylopia och familjen kirimojaväxter. Inga underarter finns listade i Catalogue of Life.